# Maubecq
Pour les articles homonymes, voir Maubecq.
Pour l’article ayant un titre homophone, voir Maubec.
Maubecq est une ancienne commune française du département des Pyrénées-Atlantiques (qui s'appelaient alors les « Basses-Pyrénées »). Le 13 février 1845, la commune fusionne avec Sedze pour former la nouvelle commune de Sedze-Maubecq.

## Géographie
Maubecq est situé à l'est du département et à vingt-cinq kilomètres de Pau.

## Toponymie
Le toponyme Maubecq apparaît sous les formes 
Malbeg (1170, titres de Barcelone), 
Malbec (XIIe siècle, cartulaire de Lescar), 
Maubecq (1546, réformation de Béarn) et 
Maubec (1801, Bulletin des lois et 1863, dictionnaire topographique Béarn-Pays basque).

## Histoire
Paul Raymond note qu'en 1385, Maubecq comptait six feux et dépendait du bailliage de Montaner.

## Démographie
| 1793 | 1800 | 1806 | 1821 | 1831 | 1836 |
| ---- | ---- | ---- | ---- | ---- | ---- |
| 73   | 65   | -    | 58   | 67   | 71   |

## Culture locale et patrimoine

### Patrimoine civil
Les vestiges d'un ensemble fortifié du XIe siècle témoignent du passé ancien de la commune.
La commune présente un ensemble de fermes des XVIIIe et XIXe siècles.

### Patrimoine religieux
L'église Saint-Pierre est un édifice du XVIIIe siècle. Elle recèle du mobilier inscrit à l'Inventaire général du patrimoine culturel.

## Pour approfondir